# فریتس بوشلو
فریتس بوشلو (به آلمانی: Fritz Buchloh) بازیکن فوتبال و دروازه‌بان اهل آلمان است که از سال ۱۹۳۲ میلادی عضو تیم ملی فوتبال آلمان بوده‌است. وی در ۱۷ بازی ملی حضور داشته است و آخرین بازی ملی خود را در سال ۱۹۳۶ میلادی انجام داد. فریتس بوشلو در بازی‌های ملی‌اش گلی به ثمر نرساند.